# Edward Peil Sr.
Edward Peil Sr. (18 de janeiro de 1883 – 29 de dezembro de 1958) foi um ator norte-americano. Ele apareceu em mais de 370 filmes entre 1913 e 1951. Ele nasceu em Racine, Wisconsin, e faleceu em Hollywood, Califórnia.

## Filmografia selecionada
- The Living Death (1915)
- You Can't Believe Everything (1918)
- The Greatest Thing in Life (1918)
- Broken Blossoms (1919)
- The Dragon Painter (1919)
- That Girl Montana (1921)
- Three Jumps Ahead (1923)
- The Fighting Heart (1925)
- The Great K & A Train Robbery (1926)
- Midnight Faces (1926)
- The Galloping Ghost (1931)
- The Devil Horse (1932)
- Blue Steel (1934)
- The Man from Utah (1934)
- The Phantom Empire (1935)
- Daniel Boone (1936)
- Conflict (1936)
- The Night Riders